# Hạ viện Canada
Hạ viện Canada (tiếng Anh: House of Commons of Canada, tiếng Pháp: Chambre des communes du Canada, có nghĩa là "Viện bình dân" hay "Viện thứ dân") là một trong ba thành phần của Nghị viện Canada. Hai thành phần khác là nguyên thủ quốc gia (tiếng Anh: sovereign) mà hiện nay là Quốc vương Charles III do Toàn quyền Canada đại diện, và Thượng viện Canada (tiếng Anh: Senate, tiếng Pháp: Sénat, có nghĩa là "Viện nguyên lão"). Phòng Hạ viện nằm trong Khối trung tâm của các tòa nhà của Nghị viện trên đồi Nghị viện (tiếng Anh: Parliament Hill, tiếng Pháp: Colline du Parlement) ở thủ đô Ottawa.
Hạ viện là một cơ quan dân cử được bầu cử dân chủ với các thành viên được gọi là Thành viên Nghị viện (Nghị sĩ). Có 308 thành viên trong quốc hội cuối cùng (hầu hết các thành viên được bầu vào năm 2011), nhưng con số đó đã tăng lên thành 339 sau cuộc bầu cử vào thứ Hai ngày 19 tháng 10 năm 2015. Các thành viên được bầu theo số nhiều đơn giản (hệ thống "đầu tiên trong quá khứ") ở mỗi khu vực bầu cử của đất nước, thường được gọi là các cuộc bỏ phiếu. Các nghị sĩ có thể giữ chức vụ cho đến khi Nghị viện bị giải tán và phục vụ cho các điều khoản giới hạn theo hiến pháp tối đa năm năm sau một cuộc bầu cử. Tuy nhiên, trong lịch sử, các điều khoản đã kết thúc trước khi hết hạn và chính phủ thường ngồi đã giải tán quốc hội trong vòng bốn năm của một cuộc bầu cử theo một công ước đã có từ lâu. Trong mọi trường hợp, một đạo luật của Nghị viện hiện giới hạn mỗi nhiệm kỳ trong bốn năm.
Ghế trong Hạ viện được phân bổ theo tỷ lệ tương ứng với dân số của mỗi tỉnh và vùng lãnh thổ. Tuy nhiên, một số hành vi phổ biến hơn so với những người khác và hiến pháp Canada có một số điều khoản đặc biệt liên quan đến đại diện của tỉnh. Kết quả là, có một số sai lầm liên vùng và khu vực liên quan đến dân số.
Hạ viện được thành lập vào năm 1867, khi Đạo luật Bắc Mỹ của Anh bây giờ được gọi là Đạo luật Hiến pháp, năm 1867 đã tạo ra sự thống trị của Canada và được mô phỏng theo Hạ viện Anh. Phía dưới của hai ngôi nhà tạo nên quốc hội, Hạ viện trong thực tế nắm giữ quyền lực lớn hơn nhiều so với thượng viện, Thượng viện. Mặc dù sự chấp thuận của cả hai Nhà là cần thiết cho pháp luật, Thượng viện rất hiếm khi từ chối các dự luật được thông qua (mặc dù Thượng viện thỉnh thoảng sửa đổi các dự luật). Hơn nữa, nội là trách nhiệm riêng cho Hạ viện. Các thủ tướng chỉ ở trong văn phòng miễn là họ giữ được sự hỗ trợ, hoặc "sự tự tin" của hạ viện.

## Lịch sử
Hạ viện ra đời vào năm 1867, khi Quốc hội Anh thông qua Đạo luật Bắc Mỹ của Anh, hợp nhất Tỉnh Canada (được tách thành Quebec và Ontario), Nova Scotia và New Brunswick thành một liên đoàn duy nhất gọi là Thống lĩnh Canada. Quốc hội mới của Canada bao gồm Nữ hoàng (đại diện là Toàn quyền, người cũng đại diện cho Văn phòng Thuộc địa), Thượng viện và Hạ viện. Quốc hội Canada dựa trên mô hình Westminster(đó là mô hình của Quốc hội Vương quốc Anh). Không giống như Quốc hội Vương quốc Anh, quyền hạn của Quốc hội Canada bị hạn chế ở chỗ các quyền lực khác được giao riêng cho các cơ quan lập pháp của tỉnh. Quốc hội Canada cũng vẫn phụ thuộc vào Quốc hội Anh, cơ quan lập pháp tối cao cho toàn bộ Đế quốc Anh. Quyền tự chủ cao hơn đã được Đạo luật Westminster 1931 ban hành, sau đó, Đạo luật mới của Quốc hội Anh không áp dụng cho Canada, với một số trường hợp ngoại lệ. Những ngoại lệ này đã được gỡ bỏ bởi Đạo luật Canada 1982.
Từ năm 1867, Hạ viện gặp nhau trong cùng một căn phòng cho đến khi bị hỏa hoạn phá hủy năm 1916. Nó được chuyển đến nhà hát của Bảo tàng Tưởng niệm Victoria ngày nay là Bảo tàng Tự nhiên Canada, nơi nó gặp nhau cho đến năm 1922. Kể từ đó, Hạ viện đã ngồi trong buồng hiện tại của nó.

## Chủ tịch
Hạ viện bầu ra một chủ tịch (tiếng Pháp: Président) vào đầu mỗi phiên họp quốc hội và khi có vị trí tuyển dụng tương ứng. Trước đây, chủ tịch được bổ nhiệm làm thủ tướng; mặc dù Phòng đã bỏ phiếu về vấn đề này, cuộc bỏ phiếu chỉ là một hình thức. Tuy nhiên kể từ năm 1986, phòng bầu chủ tịch bằng cách bỏ phiếu kín. Chủ tịch được trợ lý bởi một phó chủ tịch, người cũng mang chức danh chủ tịch ủy ban toàn thể. Ngoài ra, hai trợ lý khác chủ trì - phó chủ tịch ủy ban toàn thể và phó chủ tịch ủy ban toàn thể. Nhiệm vụ của chủ tịch Phòng được phân chia giữa bốn quan chức có tên ở trên; tuy nhiên, chủ tọa thường chỉ đạo cuộc tranh luận trong các giai đoạn của câu hỏi và các cuộc tranh luận quan trọng nhất.
Chủ tịch giám sát các hoạt động hàng ngày của Hạ viện và quản lý cuộc tranh luận, trao sàn cho các đại biểu. Nếu một phó cảnh sát tin rằng Hiến chương đã bị vi phạm, anh ta hoặc cô ta có thể thực hiện một cuộc gọi cho một điều lệ, theo đó, chủ tịch sẽ đưa ra quyết định không phải thảo luận hoặc kháng cáo. Chủ tịch cũng có thể khôi phục trật tự giữa các đại biểu không tuân thủ các quy tắc của Hạ viện. Trong nhiệm kỳ tổng thống, ông phải vô tư. Chủ tịch cũng giám sát việc quản lý buồng. Hiện tại, Chủ tịch Hạ viện Canada là nghị sĩ đáng kính Peter Milliken.
Thành viên của chính phủ nộp hóa đơn cho Hạ viện được gọi là lãnh đạo chính phủ tại Hạ viện (Canada). Người lãnh đạo chính phủ trong Hạ viện là phó tướng do Thủ tướng lựa chọn. Nhà lãnh đạo vạch ra lịch trình của Hạ viện và cố gắng đảm bảo rằng phe đối lập ủng hộ các kế hoạch lập pháp của chính phủ.
Các đại biểu không phải là phó phòng - thư ký, trợ lý thư ký, thư ký pháp lý, cố vấn quốc hội và một số thư ký khác. Chủ tịch và các đại biểu tham khảo ý kiến với các quan chức này về các quy tắc và hành vi của các phiên họp của Hạ viện. Một quan chức quan trọng khác là nhân viên bảo lãnh của quốc hội, có nhiệm vụ duy trì trật tự và an ninh trên mặt đất. Ngoài ra, nhân viên bảo lãnh của quốc hội tại mỗi cuộc họp chuyển đến Nhà một chùy nghi lễ - một biểu tượng của quyền lực của Vương miện và Hạ viện. Cây chùy nằm trên bàn của Hạ viện trong suốt cuộc họp. Trong Phòng cũng có các trang nghị viện, gửi thông điệp đến các đại biểu trong Phòng và có mặt vĩnh viễn trong Phòng.

## Ủy ban
Các ủy ban trong Quốc hội Canada phục vụ nhiều mục đích. Ủy ban nghiên cứu các hóa đơn chi tiết và có thể sửa đổi chúng. Các ủy ban khác đang theo dõi chặt chẽ các cơ quan khác nhau và các bộ của chính phủ.
Các ủy ban lớn nhất của Hạ viện là các ủy ban toàn thể, như cái tên khiến họ nghĩ, bao gồm tất cả các đại biểu của Hạ viện. Ủy ban toàn thể họp tại Phòng Nhà, nhưng sử dụng các quy tắc thảo luận được sửa đổi một chút. (Ví dụ, một phó có thể nói nhiều hơn một lần về một đề xuất trong ủy ban toàn thể, và không phải trong phiên họp thông thường của Hạ viện). Chủ tịch, phó chủ tịch hoặc trợ lý cho phó chủ tịch ủy ban toàn thể sẽ làm chủ tịch của Hạ viện. Tại ủy ban toàn thể, Phòng họp để thảo luận về các hóa đơn tín dụng và đôi khi các loại hóa đơn khác.
Ngoài ra còn có một số ủy ban thường trực tại Hạ viện, mỗi ủy ban chịu trách nhiệm cho một bộ phận nhất định của chính quyền (ví dụ: tài chính hoặc giao thông vận tải). Các ủy ban này kiểm tra các cơ quan chính phủ có liên quan và có thể tổ chức các cuộc họp công cộng và thu thập bằng chứng về công việc của chính phủ. Các ủy ban thường trực cũng có thể nghiên cứu và sửa đổi các dự luật. Mỗi ủy ban thường trực bao gồm mười sáu đến mười tám thành viên và bầu chủ tịch riêng.
Một số dự luật được nghiên cứu bởi các ủy ban lập pháp, mỗi dự án bao gồm không quá mười lăm thành viên. Thành phần của mỗi ủy ban lập pháp đại khái phản ánh tầm quan trọng của các bên trong Hạ viện. Ủy ban lập pháp được thành lập trên cơ sở từng trường hợp cụ thể để nghiên cứu và sửa đổi một dự luật cụ thể. Tuy nhiên, hầu hết các dự luật được đề cập đến các ủy ban thường trực chứ không phải là các cơ quan lập pháp.
Phòng cũng có thể tạo ra các ủy ban đặc biệt để nghiên cứu các vấn đề khác ngoài các dự luật. Các ủy ban được gọi là đặc biệt. Mỗi ủy ban đặc biệt có thể bao gồm tối đa mười lăm thành viên, cũng như một ủy ban lập pháp. Ngoài ra còn có các ủy ban hỗn hợp bao gồm các đại biểu và thượng nghị sĩ cùng một lúc; các ủy ban này có thể tổ chức các cuộc họp và xác minh chính phủ, nhưng không sửa các dự luật.

## Cơ quan lập pháp
Mặc dù các hóa đơn có thể được nộp trong cả hai nhà, nhưng hầu hết các hóa đơn đều phát sinh trong Hạ viện.
Theo mô hình của Anh, chỉ có hạ viện mới có thể đưa ra các hóa đơn liên quan đến thuế và phí hoặc sử dụng các quỹ công cộng. Giới hạn quyền lực này của Thượng viện không phải là một vấn đề được thỏa thuận đơn giản: nó được nêu rõ trong Đạo luật Hiến pháp năm 1867. Về lý thuyết, quyền hạn của hai viện quốc hội là ngang nhau; cả hai phải phê duyệt dự luật để đảm bảo thông qua. Tuy nhiên, trên thực tế, Hạ viện là phòng quốc hội chiếm ưu thế và Thượng viện chỉ rất hiếm khi thực thi quyền lực của mình để phản đối ý chí của phòng bầu cử dân chủ. Dự luật cuối cùng không được Thượng viện thông qua là dự thảo luật về việc hạn chế số lần sảy thai vào năm 1991, được Hạ viện thông qua và bị thượng viện bác bỏ với số phiếu ngang nhau.
Quyền hạn của Thượng viện thậm chí còn bị hạn chế hơn bởi quy định của Đạo luật Hiến pháp năm 1867, cho phép Toàn quyền (với sự đồng ý của Nữ hoàng) bổ nhiệm tối đa tám thượng nghị sĩ. Điều khoản này chỉ được sử dụng một lần vào năm 1990, khi tám thượng nghị sĩ bổ sung được bổ nhiệm theo lời khuyên của Thủ tướng Brian Mulroney để cung cấp hỗ trợ cho Thuế hàng hóa và dịch vụ thượng viện.